# Lipanský potok
Lipanský potok je levý přítok Vltavy, respektive tůně Krňova (Krňáku), mrtvého ramene Berounky ve Zbraslavi v Praze 5. Protéká pod severním úpatím Hřebenů v někdejším korytě Berounky (dříve Mže). Číslo hydrologického pořadí potoka je CZ/1-09-04-0130.

## Průtok

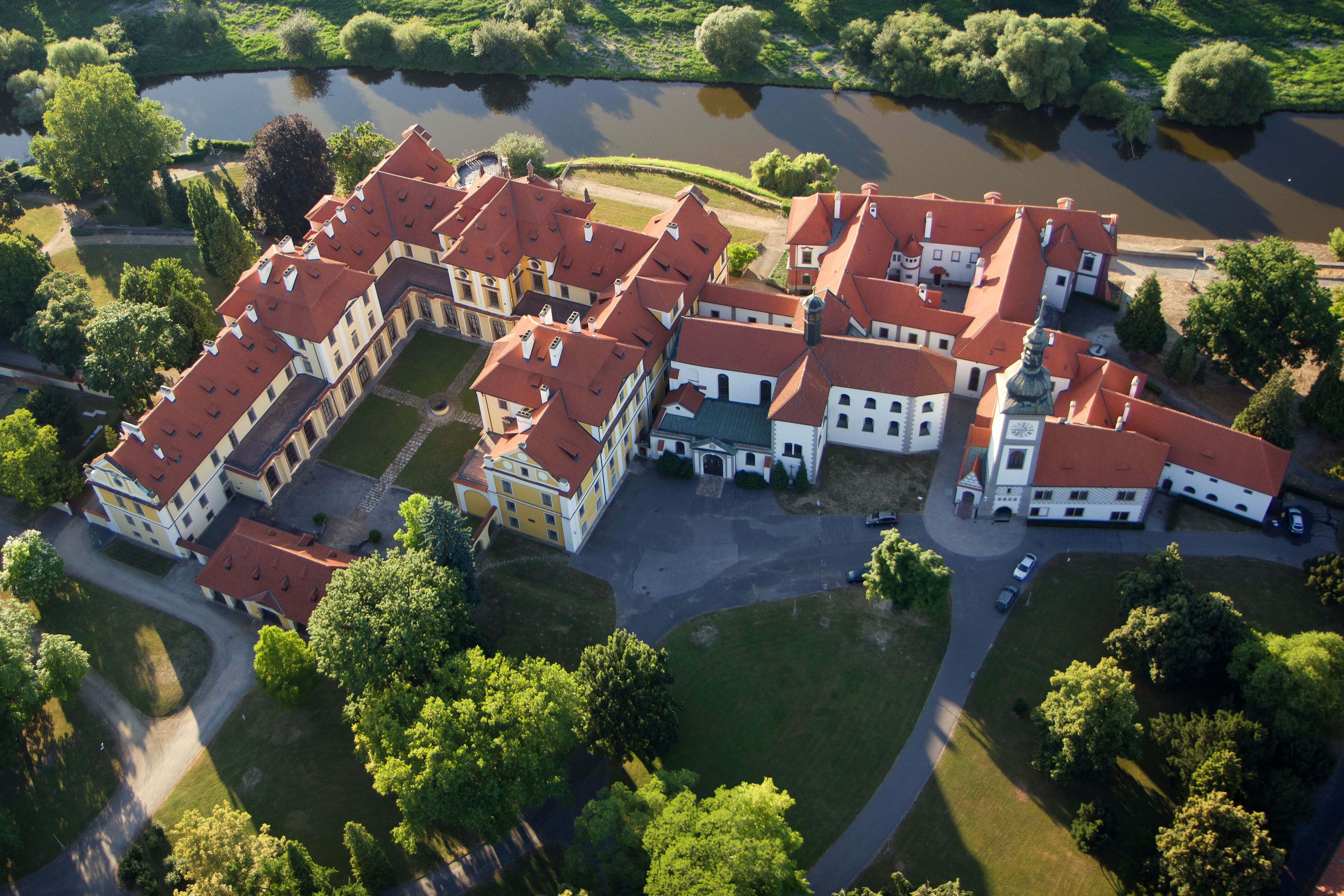
Zbraslavský klášter s Krňákem v mrtvém rameni Berounky

Lipanský potok pramení v severním cípu osady Kazín v Lipencích na jižním okraji Prahy, v říčním loži Berounky. Na svém horním toku směřujícím na severovýchod potok protéká severně kolem Cukráku (411 m n. m.) osadami Lipany, Lipence a Pod Kyjovem. U Žabovřesk se Lipanský potok stáčí k severu a v osadě Peluněk se dělí do dvou ramen, která obtékají golfové hřiště Praha-Zbraslav a osadu Buda. Zde se potok u Velkotržnice Lipence opět stáčí severovýchodním směrem a vlévá se do tůně přírodní rezervace Krňák.
Při silničním sjezdu Praha-Zbraslav-sever přetíná potok ulice Strakonická (silnice I/4) a jeho tok pokračuje severně pod Havlínem (kopec sv. Havla) a Zbraslavského kláštera do Krňova – asi kilometr dlouhé tůně mrtvého ramene Berounky. Po jižní straně výjezdu č. 10 Strakonické ulice ze silnice I/4 je potok přemostěn ulicemi U Národní galerie a ulicí K přehradám (silnice II/101 a II/102). Dolní tok Lipanského potoka poté přes tůně mrtvého ramene Berounky vtéká do údolí Vltavy, na jižní straně se vlévá do bezejmenného 400 metrů dlouhého vltavského rybníka a po 8,6 kilometrech východně od Zbraslavi v protiproudu ústí do Vltavy.